# Love the Way You Lie (Part II)
«Love the Way You Lie (Part II)» es una canción interpretada por la cantante barbadense Rihanna de su quinto álbum de estudio, Loud. Cuenta con el rapero Norteamericano Eminem, como vocalista invitado. La canción fue escrita por Eminem, Skylar Grey y Alex da Kid, el último fue quien produjo la canción. Además, es la secuela del exitoso sencillo, «Love the Way You Lie», que aparece en el séptimo álbum de estudio de Eminem, Recovery. Ha recibido críticas positivas de los críticos. Se interpretó por primera vez en los American Music Awards 2010 el 21 de noviembre de 2010, como parte de un popurrí con «What's My Name?» y «Only Girl (In The World)».

## Antecedentes
Tras el lanzamiento y éxito comercial de «Love the Way You Lie» en el 2010, Eminem quería grabar una versión alternativa, esta vez con Rihanna en calidad de vocalista principal, viendo los aspectos de una relación desde una perspectiva femenina, a diferencia del original, que Eminem aparece como vocalista principal y fue desde una perspectiva masculina. En una entrevista con MTV.com, Rihanna declaró inicialmente que estaba muy en contra de la grabación de una secuela, «Cuando escuché por primera vez la idea de hacer una segunda parte, estaba completamente en contra. Sentí que no podía vencer a la original. No hay manera de que pueda superarla, así que ¿por qué competir con ella?.» Ella siguió discutiendo, cuando escuchó por primera vez el demo original de «broken down» en el estudio con Eminem, cantada por la cantautora estadounidense Skylar Grey, todas sus ideas acerca de la grabación se fueron, diciendo: «Hemos oído una versión que fue despojado, sólo piano. Me enamoré de ella. La grabamos, y luego hicimos otra versión reducida con los tambores, luego hicimos otra versión con tambores y Eminem.»

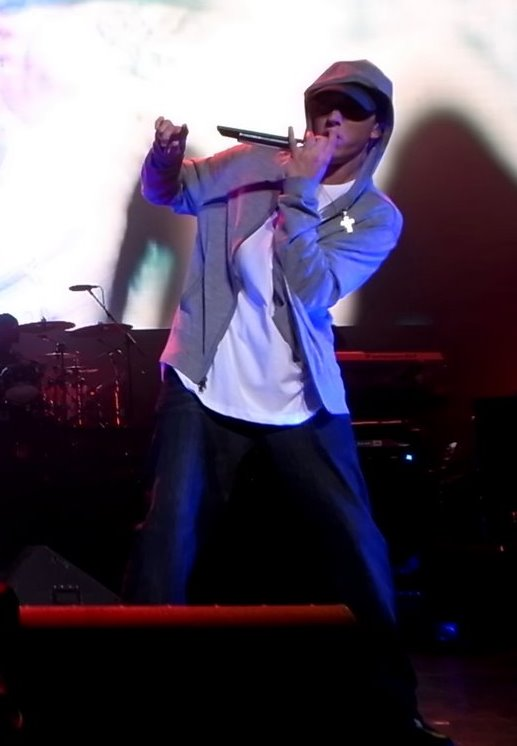
El rapero estadounidense escribió la canción junto a Skylar Grey y Alex da Kid, para el quinto álbum de estudio de Rihanna, Loud.

Ambas versiones de la canción, «Love the Way You Lie» y «Love the Way You Lie (Part II)», se basaron originalmente en una grabación escrita y grabada en el otoño de 2009 por Grey. En lo que respectó dar la segunda parte a Rihanna, Grey comentó: «Escribí el demo inicialmente para mí porque yo pensé, Oh, tengo una gran canción, y ahora tengo un poco de una plataforma de lanzamiento para apagar mis propias cosas», dijo Skylar Grey a PopEater. «Tan pronto como Rihanna y su equipo escuchó mi demo, Oh, lo queremos para el álbum de Rihanna, así que tuve que tomar la decisión de si iba a dejar que ellos la obtuvieran o no. Pero lo hice y por lo tanto esta en el álbum de Rihanna, también.» «Love the Way You Lie (Part II)», cuenta con Rihanna como la cantante principal, cuenta con aún más que un parecido con la grabación del demo original de Grey, antes de que la canción fuera vendida y se la enviaran a Eminem y Rihanna. En una entrevista con la revista Billboard, Alex da Kid dijo que Eminem había oído hablar de sus éxitos anteriores en la prestación de «Airplanes» de B.o.B, y afirmó que quería hacer algo como eso. Esto llevó a Da Kid a enviar un demo de «Love the Way You Lie», que se tradujo en la grabación de las partes de Eminem en la canción, mientras que Rihanna grabó su parte en Dublín. Rihanna luego la envió de vuelta su parte para ser editada, la producción de la canción se realizó en dos días.

## Composición
La versión de piano y batería, que cuenta con Eminem, aparece como la última canción de la edición estándar de Loud, mientras que la versión piano, que excluye la parte de Eminem en la canción, aparece como "bonus track" en la edición de iTunes de Loud. «Love The Way You Lie (Part II)» es una canción a mid-tempo, que incorpora los géneros musicales de hip-hop y R&b. De acuerdo con las partituras publicadas en Musicnotes, la canción está escrita en tiempo común con un ritmo moderado de 89 latidos por minuto. La canción está escrita en la tonalidad de sol menor. Emily Mackay de NME comentó acerca de la voz proporcionado por Rihanna y Eminem en la canción, diciendo: «Hay un gran contraste en la segunda parte de «Love The Way You Lie». Con el equilibrio en las voces perfectamente y supera el aumento gradual de la drama, que se revuelca cada vez más profundo en  la relación de tortura en la Parte I. Eminem esta prácticamente gritando con rabia, y suena, francamente, mental. El contraste con Rihanna sin problemas suena con dolor agudo («Maybe I’m a masochist;Try to run but I don’t wanna never leave»/«Tal vez soy un masoquista; Trate de correr, pero no quiero dejarte»)».

## Crítica
Jon Pareles, de The New York Times dijo que Loud tiene artefactos pop tan claramente como cualquier álbum este año. Sin embargo, el álbum tiene un cálculo hermético y fresco hasta que llega a «Love the Way You Lie (Part II)», la lleva al éxito de tortura que comparte con Eminem. «It’s sick that all these battles are what keeps me satisfied/Es enfermo que todas estas luchas son las que me mantienen satisfecha», ella canta. Un piano solitario humaniza su voz mientras que Eminem ofrece nuevos versos. Es puro teatro, pero también es, por un momento, en bruto. Chris Richards de The Washington Post' dijo que con. «Love the Way You Lie (Part II)», el rapero con la boca se limita a un solo verso, dando a Rihanna el espacio para tomar posesión y parece tan remota como siempre. James Skinner de BBC Online ha visto que «Love the Way You Lie (Part II)» es aún mejor que la original. Él dijo, El verso de Eminem exuda el tipo de amenaza volátil, a fuego lento, que todo el mundo esta tan entusiasmados con él, pero son las vocales de Rihanna que una vez al mando, ancla la canción.

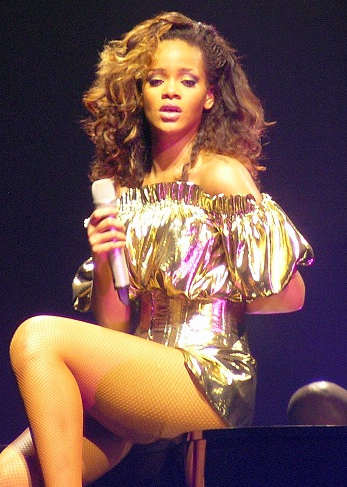
Rihanna interpretando «Love the Way You Lie (Part II)» en su gira Loud Tour en Irlanda.

Steve Jones, de USA Today le dio una crítica agridulce a la colaboración, al comentar, Eminem pone se extiende, pero no agrega realidad, a su alrededor. Chicago Sun Times hizo una crítica negativa de la canción, diciendo: Ella ha colaborado con Eminem este verano en el polémico sencillo «Love the Way You Lie», una canción y un vídeo que confunde la pasión salvaje de violencia. Vuelve a esto en Loud con «Love the Way You Lie (Parte II)», una extensión de la melodía y la metáfora de incendio, en el que reaparece con el rap histriónico de Eminem. Alrededor de odiarla, amarla, golpeárla y abrazarla esto see trata de una secuela innecesaria que enturbia aún más la cuestión: «¿Es esto una declaración social, o simplemente una expresión artística de algunas personas realmente preocupadas y confundidas?»

## Presentaciones en vivo
Rihanna realizó una versión abreviada de la canción como parte de un popurrí con «What's My Name?» y «Only Girl (In The World)» en los American Music Awards 2010, el 21 de noviembre de 2010. Rihanna abrió el rendimiento cantando una versión a capela de «Love The Way You Lie (Part II)». Ella estaba sentada en un árbol estilizado flotando por encima de un campo de sable. Una vez que había terminado el primer cuadro de la canción, se desplomó desde el árbol hasta el suelo. Ella emergió de la niebla que reveló un traje diferente que constó de un sujetador negro y blanco y pantalones cortos cantando «What's My Name?». El rendimiento fue ofrecido con un acompañamiento de bailarines. Rihanna puso fin a la actuación después de la transición a «Only Girl», que contó con baterías y un fondo de fuego para el final. Rihanna y Eminem interpretaron la canción juntos por primera vez en los 53 Premios Grammy el 13 de febrero de 2011 como parte de un popurrí con Grey en «I Need a Doctor» realizado por Eminem, Dr. Dre, Adam Levine de Maroon 5, y Skylar. El rendimiento se inició con Rihanna cantando en un en la mitad de la audiencia, acompañado por Adam Levine en el piano. Eminem entonces apareció en el escenario principal para llevar a cabo su parte de la canción, mientras que Rihanna se unió a él. La canción hizo una transición a «I Need a Doctor», donde el Dr. Dre salió para unirse a Skylar Grey. La canción también está incluida en la gira Loud Tour de Rihanna, junto con «Umbrella».

## Rendimiento comercial
La versión piano de «Love the Way You Lie (Part II)» no se puso a disposición para la compra de forma individual, solo se podía comprar junto con la edición del álbum de iTunes. Sin embargo, la versión que cuenta con Eminem estuvo disponible para comprar por separado. Debutó en el Canadian Hot 100 para la semana del 4 de diciembre de 2010, en el número diecinueve  y permaneció en las listas durante ocho semanas. En España, ambas partes tuvieron mucha fama, pero la que más suena a día de hoy es la segunda parte. La canción consiguió entrar en las listas más populares del país, y consiguió entrar en el top 3 legando al n°3.

## Listas
| País                              | Mejor Posición |
| --------------------------------- | -------------- |
| Canadá billboard Canadian Hot 100 | 19             |
| España Los40 España               | 3              |
| Billboard Hot 100                 | 102            |